# Atomic Data and Nuclear Data Tables
Atomic Data and Nuclear Data Tables is een internationaal, aan collegiale toetsing onderworpen wetenschappelijk tijdschrift op het gebied van de kernfysica.